# أرمنت
أرمنت مدينة مصرية وعاصمة مركز أرمنت بمحافظة الأقصر وتقع على الضفة الغربية للنيل.
وهي قريبة من عاصمة مصر الفرعونية طيبة (الأقصر حاليا). وتبعد عنها نحو 20 كم.

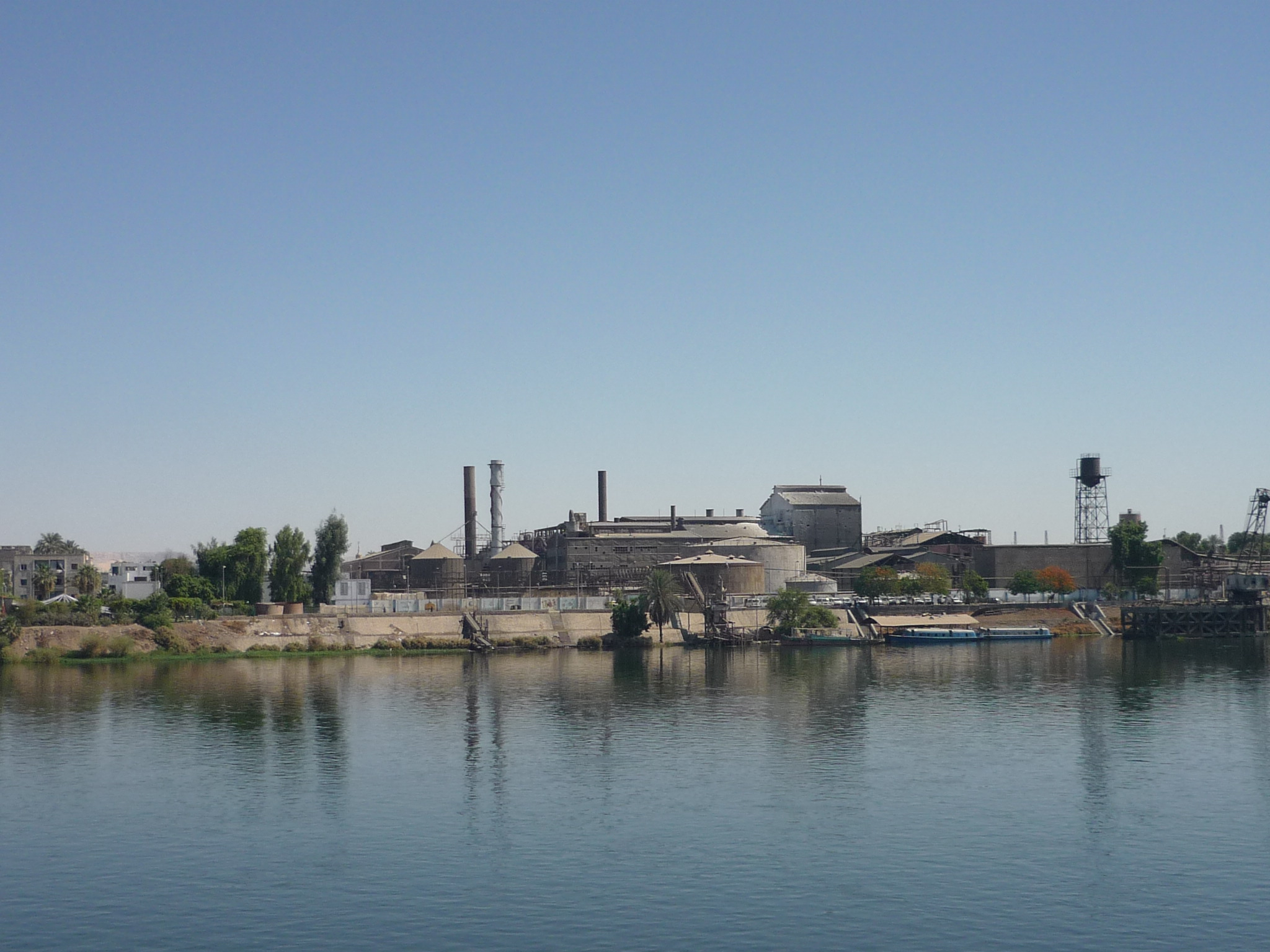
مصنع السكر قرابة أرمنت

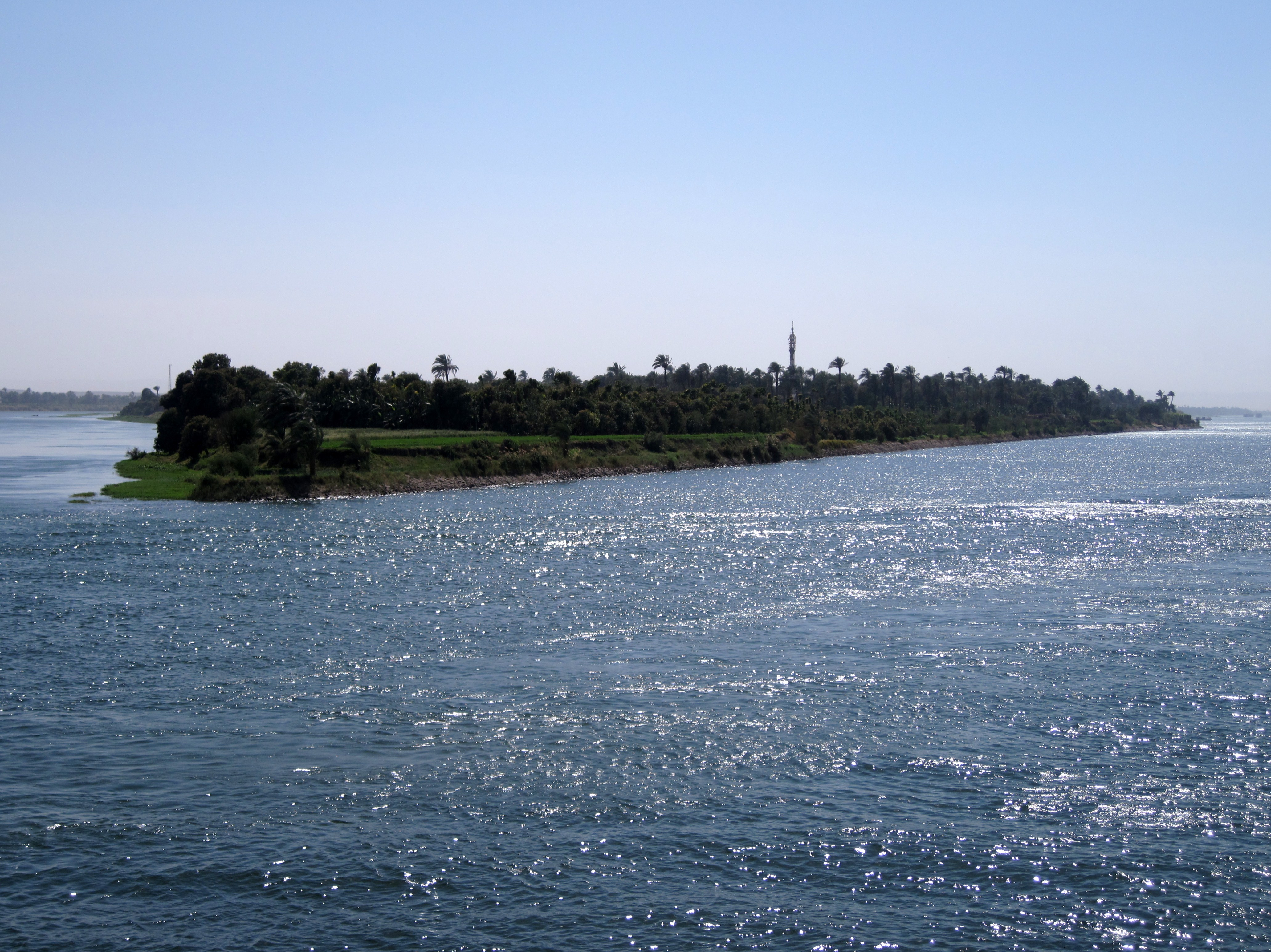
أحد جزر النيل قرابة أرمنت

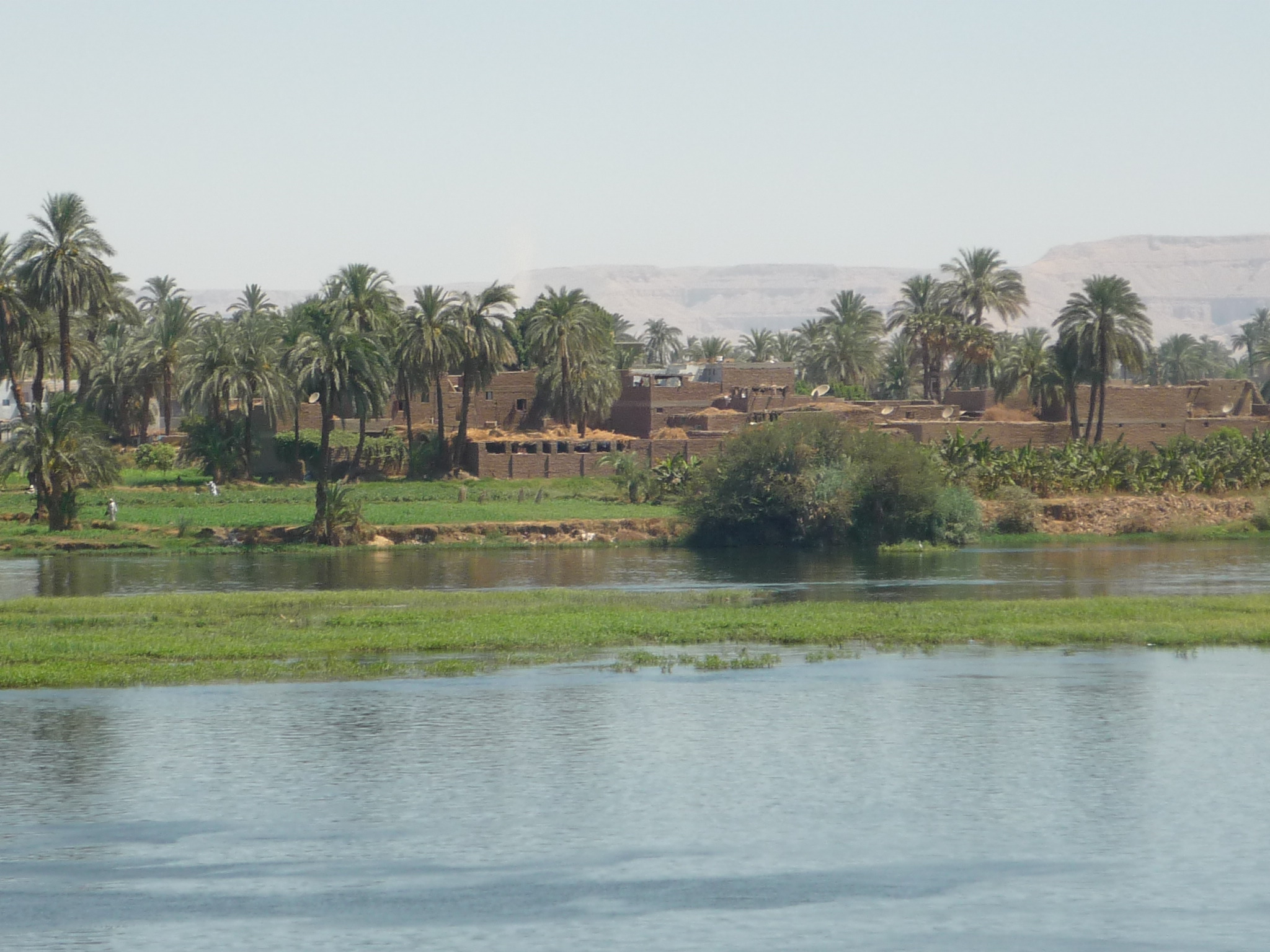
ديار مجاورة للنيل بمنطقة أرمنت

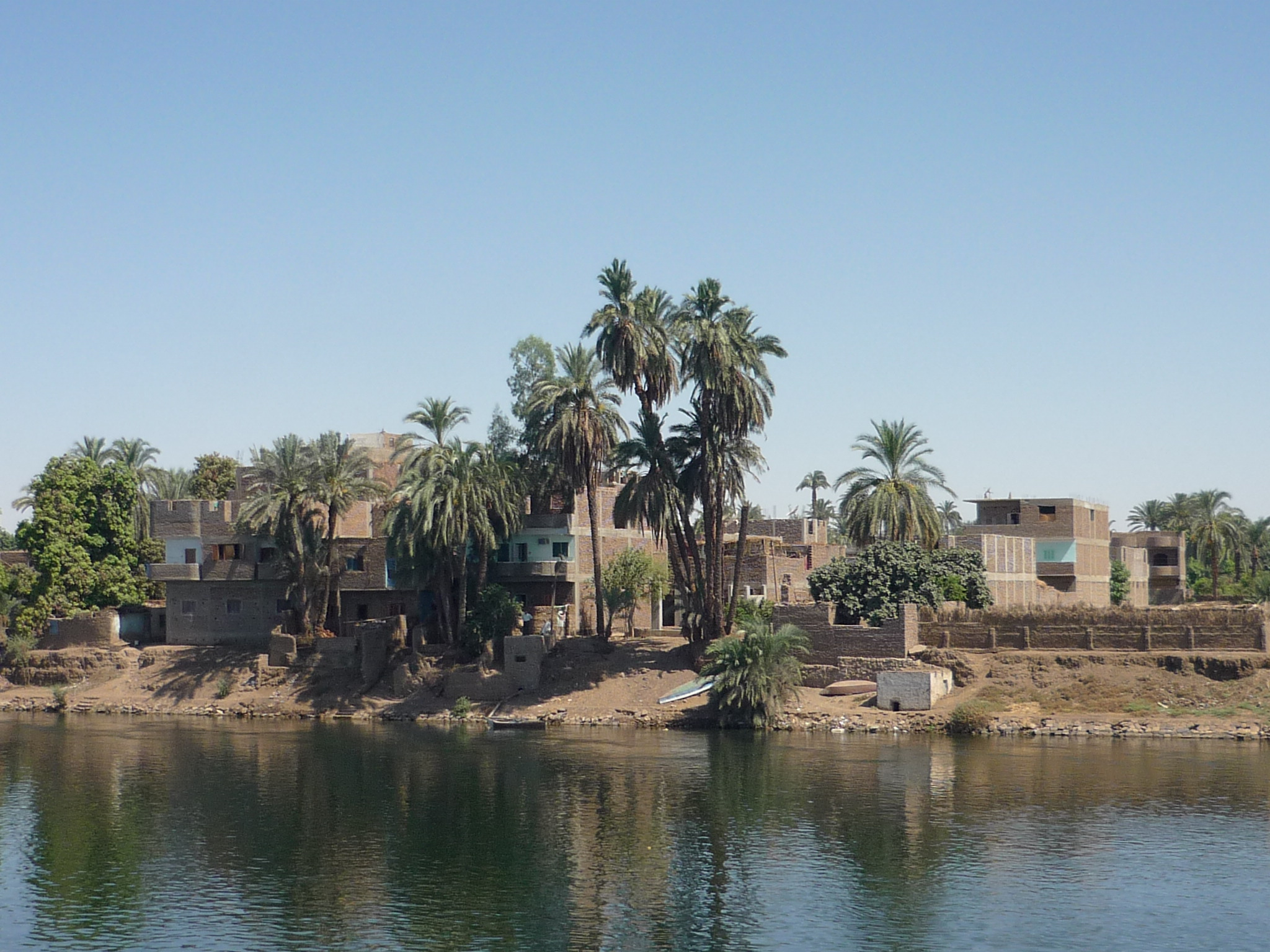
ديار مجاورة للنيل بمنطقة أرمنت

## التسمية
قد مرت مدينة أرمنت شأنها سائر المدن المصرية بعدة مسميات فكان اسمها الفرعوني «أنوكعت» أي مدينة الشمس المشرقة ثم سميت «أيون منت» أي مدينة الآلة منتو وكانت عاصمة الإقليم الجنوبي وكانوا يسمونها المدينة لأنها أم المدائن في العصر الإمبراطوري المصري وسميت في اليونانية (هرمنتيس) ثم تحولت في القبطية إلى هرمنت وفي العربية إلى دمت أو أرمنت.

## التاريخ
كانت أرمنت مركزا لعبادة إله الحرب والضراوة منتو. ومنذ الأسرة العاشرة انتقل البيت الملكي من أرمنت إلى طيبة (الأقصر) وجعلوا منها داراً للحكم وعاصمة للبلاد وبعد أن كانت مجرد مدينة عادية فبدأت شهرتها تطغى على شهرة أرمنت حاضرة الإقليم القديم ومسقط رأس الملوك وظلوا في الوقت نفسه أوفياء لرب أرمنت ونسبوا أسمائهم إليه مثل منتو. وأصبحت أرمنت منذ الأسرة التاسعة والعشرين أي في القرن الخامس قبل الميلاد تحوي جبانة العجل المقدس «بوخيس» المعروفة بالبخيوم الموجود اطلالها بمعبد أرمنت الحيط.
إخناتون أول من نادي برسالة التوحيد وعرف الإله الواحد في مصر عصر الفراعنة ولد في أرمنت وتربى على يد كهنتها. من أرمنت كان يخرج موكب عروس النيل كل عام ومنها كانت تزف إلى نيل مصر الخالد. في العصر الروماني كانت أرمنت مدينة هامة حيث كانت عاصمة للأقليم الهرمنتبولي تضرب فيها النقود وتصنع فيها الميداليات وكانت قاعدة حربية هامة. وفي العصر القبطي كان بها أسقفة كبيرة ومن أهم الآثار المسيحية «دير ماري جرجس» الذي يرجع تاريخه إلى 1500. سنة غير الدير الأثري القديم. وفي العصر الوسيط كانت كورة مركز وكان بها مدرسة كبيرة وفيها كثير من العلماء والأدباء والشعراء وكانت في العصر الفاطمي قاعدة هامة لنشر المذهب الشيعي ونقل المفسرين أنه لبى فرعون ثمانون ساحرا من أرمنت آمنوا برب موسى وصلبهم فرعون.
البئر الأثري بمعبد أرمنت عمدت فيه الملكة كليوباترا ابنها قيصرون إمبراطورا على مصر، ووقفت أرمنت مع كليوباترا في ثورتها على بطليموس الثامن وتحالفت معها وقاومته لمدة 18 شهرا حتى استولى عليها. وتقول كتب التاريخ أن يوسف تم بيعه في سوق أرمنت كما يقال أن أم النبي موسى قامت بإلقائه في اليم في مواجهة قرية الديمقراط شرقا وتحرك به النهر حتى قصر فرعون في طيبة حيث التقطته امرأة فرعون. كان بأرمنت بوابة ضخمة بنفس تصميم قوس النصر الشهير بباريس عاصمة فرنسا تعلوه ساعة شمسية دقيقة ثم تم هدمها.

## التقسيم الإداري
يتبع مدينة أرمنت وتضم: أرمنت الوابورات ويتبعها قرية المراعزة.
- أرمنت الحيط.

## المشروعات
- محطة مياه الشرب.
- مشروع الصرف الصحي.
- مشروع الترسانة النيلية

## المشاهير
- الشيخ عبد الباسط عبد الصمد نقيب القراء وشيخ المقارئ المصرية.
- رفاعي أحمد طه، أحد مؤسسي الجماعة الإسلامية في مصر
- الشيخ أحمد الرزيقي